# إليز فنتون
إليز فنتون (بالإنجليزية: Elyse Fenton)‏ هي كاتِبة وشاعرة أمريكية، ولدت في 4 سبتمبر 1980 في بروكلين في الولايات المتحدة.